# Faro Yaquina Head
El Faro Yaquina Head (anteriormente llamado Cape Foulweather) está ubicado en la costa de Oregón,  Estados Unidos. Situado en el condado de Lincoln cerca de la desembocadura del río Yaquina a pocos kilómetros de Newport, Oregón, es la atracción principal de una pequeña península conocida con el mismo nombre, Yaquina Head. Construida entre 1871 y 1873, permanece activo y útil para la navegación desde el océano Pacífico. Desde 1993 se ha incluido en el Registro Nacional de Lugares Históricos de ese país con el número de registro #73002340.

## Películas
El faro fue el sitio donde se filmó la sección del Faro Moesko de la película estadounidense The Ring. También ha aparecido en las películas Hysterical (1983) y Nancy Drew: Pirates Cove (1977).